# Ламбертон (город, Миннесота)
Ламбертон (англ. Lamberton) — город в округе Редвуд, штат Миннесота, США. На площади 1,6 км² (1,6 км² — суша, водоёмов нет), согласно переписи 2002 года, проживают 859 человек. Плотность населения составляет 529,6 чел./км².
- Телефонный код города — 507
- Почтовый индекс — 56152
- FIPS-код города — 27-35288[1]
- GNIS-идентификатор — 0646457[2]